# Dorothy Fay
Dorothy Fay Southworth (Prescott, 4 april 1915 - Woodland Hills, 5 november 2003) was een Amerikaanse actrice, vooral bekend om haar optredens in westernfilms.

## Carrière
Fay werd geboren als dochter van de arts Harry T. Southworth en Harriet Fay Fox. Fay bezocht de Caroline Leonetti School, de Universiteit van Londen en de Universiteit van Zuid-Californië in Los Angeles. Ze studeerde ook acteren aan de Royal Academy of Dramatic Art in Londen.
Fay begon haar filmcarrière aan het eind van de jaren 1930 en trad op in verschillende B-westerns. In 1938 verscheen ze tegenover George Houston in Frontier Scout bij Grand National Pictures. Ze verscheen ook met de westernsterren Buck Jones en William Elliott.
Fay maakte vier films met haar man, countryzanger en acteur Tex Ritter bij Monogram Pictures: Song of the Buckaroo (1938), Sundown on the Prairie (1939), Rollin' Westward (1939) en Rainbow Over the Range (1940). Ze speelde een heldin in The Green Archer (1940) en White Eagle (1941), beide bij Columbia Pictures. Fay maakte ook een paar kleine optredens in andere genres, zoals het misdaaddrama Missing Daughters (1939). In 1940 vroeg ze Monogram om haar een andere rol te geven en werd ze uitgeleend aan MGM voor een kleine rol in The Philadelphia Story, met in de hoofdrollen Cary Grant, James Stewart en Katharine Hepburn. Ze verscheen ook als debutante in de MGM-musical Lady Be Good (1941) met Ann Sothern, Eleanor Powell, Robert Young en Lionel Barrymore.

### Latere jaren
Fay maakte nog een aantal films nadat zij en Ritter trouwden, maar stopte eind 1941 met de showbusiness. In 1965 verhuisden zij en Ritter naar Nashville vanwege zijn zang- en opnamecarrière. Een tijdlang was ze een officiële begroeter bij de Grand Ole Opry. Ze keerde in 1981 terug naar Zuid-Californië. Fay wees verschillende aanbiedingen af om terug te keren naar filmwerk, waaronder een kans om te verschijnen in de ABC-televisieserie The Love Boat, waarin ze de moeder van de echte zoon John speelde. Maar ze verscheen wel met hem in de tv-special Superstars and their Moms in 1987. Ze was ook een frequente gast op westerse filmconventies.
In 1987 kreeg Fay een beroerte die haar spraak beïnvloedde. Ze verhuisde in 1989 naar het Motion Picture & Television Country House and Hospital in Woodland Hills. In augustus 2001 werd haar dood ten onrechte gemeld in het overlijdensbericht van The Daily Telegraph in Londen. Dit gebeurde naar verluidt toen een verpleegster van het Motion Picture Hospital na een vakantie terugkeerde en haar niet in haar kamer aantrof. Toen haar werd verteld dat ze weg was, zoals ze was, maar alleen naar een andere vleugel, belde de verpleegster prompt een van Dorothy Fay's vrienden, die toevallig een vaste medewerker was van de balie voor overlijdensberichten van de Telegraph. Fay en haar familie vonden de blunder amusant en gingen er prat op.

## Overlijden
Fay trouwde op 14 juni 1941 met zanger/acteur Tex Ritter; het huwelijk eindigde met zijn dood op 2 januari 1974. Ze kregen twee zonen, Thomas en John. Onder haar kleinkinderen zijn acteurs Jason Ritter en Tyler Ritter.
In 1987 kreeg ze een beroerte, die haar spraakcentrum beschadigde. Ze overleed in 2003 op 88-jarige leeftijd, twee maanden na de dood van haar zoon John.

## Filmografie
| Jaar | Titel                     | Rol                     | Opmerkingen                                     |
| ---- | ------------------------- | ----------------------- | ----------------------------------------------- |
| 1938 | Frontier Scout            | Julie, Steve's geliefde |                                                 |
| 1938 | The Stranger from Arizona | Ann Turner              |                                                 |
| 1938 | Law of the Texan          | Helen Clifford          |                                                 |
| 1938 | Prairie Justice           | Anita Benson            | Tegenover Bob Baker, een zingende cowboy        |
| 1938 | Song of the Buckaroo      | Anna Alden              |                                                 |
| 1939 | Long Shot                 | Betty Ralston           |                                                 |
| 1939 | Trigger Pals              | Doris Allen             | Vermeld als Dorothy Faye                        |
| 1939 | Sundown on the Prairie    | Ruth Graham             | Alternatieve titel: Prairie Sundown             |
| 1939 | Rollin' Westward          | Betty                   | Alternatieve titel: Rollin' West                |
| 1939 | Missing Daughters         | Showgirl                | Niet genoemd                                    |
| 1940 | Convicted Woman           | Frances                 | Niet genoemd                                    |
| 1940 | Sporting Blood            | Gast                    | Niet genoemd Alternatieve titel: Sterling Metal |
| 1940 | Rainbow Over the Range    | Mary Manners            |                                                 |
| 1940 | Glamour for Sale          | Trilby                  | Niet genoemd                                    |
| 1940 | The Green Archer          | Elaine Bellamy          |                                                 |
| 1940 | The Philadelphia Story    | Main Line Society Woman | Niet genoemd                                    |
| 1941 | White Eagle               | Janet Rand              |                                                 |
| 1941 | North from the Lone Star  | Madge Wilson            |                                                 |
| 1941 | Lady Be Good              | Debutante               | Niet genoemd                                    |

- International Standard Name Identifier: 0000 0004 9830 5397
- Library of Congress Control Number: no2017064404
- Virtual International Authority File: 2817149619368404010007
- WorldCat: E39PBJbCGVGgtq3tKJmyttB9Dq